# Matti Hakkarainen
Matti Eino Hakkarainen, född 12 november 1893 i Nurmes, död 4 april 1918 i Rautus (stupad), var en finländsk jägarlöjtnant under första världskriget och finska inbördeskriget.
Hakkarainen studerade vid en folkskola och var affärsbiträde i Nurves och Nyslott. Som många andra blivande jägarsoldater begav sig Hakkarainen till Tyskland och intogs vid 1. kompaniet vid 27. jägarbataljonen i januari 1916. Under första världskriget stred han vid tyska fronten och bevistade bland annat striderna vid Missé. 1917 deltog han även vid artillerikursen i Polangen. Den 11 februari 1918 tog han värvning i finska armén och ankom som löjtnant till Vasa senare samma månad. Under finska inbördeskriget stred han vid 3. jägarregementets 8. bataljon, 4. jägarregementets 1. kompani och slutligen vid regementets 2. och 3. kompani. Han stupade vid Rautus den 4 april 1918 och begravdes i soldatkyrkogården i Nurmes.